# Transports en commun d'Épinal
Pour les articles homonymes, voir Imagine.
Imagine est le réseau de transport en commun de l'agglomération spinalienne. Il est composé de 8 lignes urbaines, 2 lignes interurbaines, plusieurs services et plus de 250 arrêts desservant la ville d'Épinal et son aire urbaine.

## Historique
Depuis le 1er janvier 2012, Kéolis Épinal exploite le réseau urbain. Celui-ci dessert Épinal, et les communes de sa première couronne : Golbey, Chantraine, Jeuxey, Dinozé, Thaon-les-Vosges et les quartiers de La Vierge et du Vieux Saint-Laurent sur la commune d'Épinal.
Précédemment, un tramway a brièvement circulé à Épinal de 1906 à 1914.
Le réseau urbain Spinalien a été exploité par la Société des Transports Automobiles des Hautes Vosges (STAVH) depuis la fin de la 2nde Guerre Mondiale et ce jusqu'au début des années 2000. Le réseau était constitué alors, et jusqu'en 1984, de 4 lignes avec des indices avec des lettres. Puis à partir de la rentrée scolaire de 1984, une grosse refonte de l'ensemble du réseau fut opérée et les lignes abandonnèrent leurs lettres pour des numéros. Une 5e ligne régulière sera lancée par la même occasion ainsi que 3 petites lignes effectuées avec des minibus. Le réseau urbain était alors constitué de 8 lignes en 1984 et pris le nom commercial TRAS pour TRansports de l'Agglomération Spinalienne.
En 1996 la STAVH fait évoluer le réseau à l'occasion du renouvellement d'une grande partie du matériel roulant. La livrée des véhicules évolue également légèrement et le nom du réseau change : SITAS pour Syndicat Intercommunal des Transports de l'Agglomération Spinalienne.
En 2003, et à la suite d'importants mouvements sociaux, la STAVH dépose le bilan. L'entreprise est reprise par Connex sous l'entité Connex Épinal.
En 2006, le groupe Connex change de nom et devient Transdev. Le réseau spinalien voit ainsi son entité renommée Transdev Épinal jusqu'en 2012.
Depuis le 23 août 2021, une huitième ligne urbaine a été lancée afin de desservir la commune de Thaon-les-Vosges intra-muros.
Depuis le début de l'année 2022, des services renforcés vers les autres communes de l'agglomération Deyvillers, Chavelot, Les Forges et Renauvoid (Lac de Bouzey) ont également été mis en place afin de faire passer la fréquence de passage des véhicules à un car par heure dans chaque sens de circulation.
Le réseau Imagine a été étendu à l'ensemble de l'agglomération Spinalienne le 29 août 2022 : tarifs identiques au réseau urbain appliqués au réseau interurbain, nouvelle identité visuelle pour les véhicules en service et nouveaux services. En parallèle 2 lignes péri-urbaines sont renumérotées : 11 et 12, lignes Imagine de territoire, et intégrées au réseau Imagine.

## Réseau
Le réseau compte 10 lignes régulières, un service de transport à la demande, une navette gratuite de centre-ville, un réseau de soirée gratuit fonctionnant jusqu'à minuit les vendredis et samedis soirs et un transport de PMR dénommé Cap'Imagine.
En outre, 460 vélos à assistance électrique en libre service repartis sur 77 stations dans l'agglomération est également en place sous le nom commercial Vilvolt. En 2024, 200 nouveaux vélos supplémentaires sont déployés, accompagnés d'une dizaine de nouvelles stations. En 2025, 14 nouvelles stations supplémentaires viendront s'ajouter au réseau déjà existant et une centaine de VAE supplémentaires seront mis en service.Ce qui constitue le plus grand service de ce type dans la région Grand Est.
Le réseau dispose également d'une agence commerciale dans la vieille ville, à deux pas de la Place des Vosges : la boutique Imagine.
Une agence des mobilités est en outre également présente à la gare routière et propose des informations sur tous les moyens de déplacement dans l'agglomération : trains, bus, vélos, auto lib, covoiturage...
La place centrale du réseau est dénommée "4 Nations". 7 des 10 lignes du réseau y sont en correspondance.
La fréquentation du réseau Imagine avant covid était de 3 millions de voyageurs. La ligne principale du réseau est la ligne 4 qui capte à elle seule près de 800 000 voyages suivie ensuite par les lignes 5, 6, 1, 7, 2, 3 et 8.
Le réseau fonctionne tous les jours de la semaine dès 6h20 les matins et jusqu'à 20h30. Les vendredis et samedis soir, un réseau de soirée est en place jusqu'à minuit. Les dimanches et jours fériés un service réduit est également assuré avec 3 lignes.
Depuis fin 2023, le service Cap'Imagine dédié aux transport des PMR a été étendu à l'ensemble des 78 communes de l'agglomération.
En projet, l'arrivée de bus articulés sur la ligne 4 est prévue.

## Exploitation

### Matériel roulant
81 véhicules, majoritairement des Mercedes, sont en service sur le réseau :
- 1 Mercedes-Benz Citaro C1F
- 22 Mercedes-Benz Citaro C2 Hybrid
- 3 Mercedes-Benz Citaro K C2 Hybrid
- 2 Bolloré Bluebus 6 électrique
- 1 Renault Master
- 1 Peugeot Boxer
- 1 Ford Transit
- 4 Citroën Jumper
- 20 Mercedes-Benz Intouro
- 1 Mercedes-Benz Sprinter
- 4 MAN Lion's Intercity
- 20 Iveco Crossway
- 1 Iveco Crossway Pop

À noter que 7 Mercedes Citaro C1F et C2 diesel ex-Épinal sont désormais en service sur le réseau urbain de Châlons-en-Champagne.

### Technologie et services
Tous les bus urbains sont équipés de caméras de vidéos protection, de la climatisation, de la géolocalisation en temps réelle avec écrans couleurs d'informations voyageurs, d'une liaison de communication directe vers le dépôt et de capteurs de détection aux feux rouges (pour accélérer et fluidifier les cycles de passage des feux au vert).
Une douzaine d'arrêts principaux du réseau sont équipées de bornes d'affichage en temps réel des horaires de passage des prochains bus.

## Accessibilité
Tous les véhicules du réseau disposent de 2 emplacements pour personnes à mobilité réduite et de rampes d'accès.
Un service de transport pour PMR dédié est également en place dans toutes les communes de l'agglomération sous le nom Cap'Imagine.
Plus de la moitié des arrêts du réseau ont été mis aux normes d'accessibilité avec quai d'accostage à hauteur de seuil des véhicules, dalles podotactiles et rampes d'accès. La ligne 4 est entièrement équipées aux normes d'accessibilité.